# Topologia podprzestrzeni
Topologia podprzestrzeni – topologia określona na podzbiorze danej przestrzeni topologicznej, nazywanym wtedy podprzestrzenią, za pomocą naturalnie odziedziczonej z przestrzeni wyjściowej topologii. Topologię podprzestrzeni nazywa się też topologią śladową, relatywną lub indukowaną.

## Definicja formalna
Niech {\displaystyle (X,\tau )} będzie przestrzenią topologiczną, zaś {\displaystyle Y} będzie podzbiorem zbioru {\displaystyle X.} Topologia podprzestrzeni {\displaystyle Y} indukowana z przestrzeni {\displaystyle X} to rodzina {\displaystyle \tau _{Y}=\{U\cap Y:U\in \tau \}.}
Łatwo się sprawdza że {\displaystyle (Y,\tau _{Y})} jest przestrzenią topologiczną. Często zamiast mówić {\displaystyle Y} z topologią podprzestrzeni {\displaystyle X} mówi się po prostu podprzestrzeń {\displaystyle Y}.

## Przykłady
- Jeśli w zbiorze liczb rzeczywistych {\displaystyle \mathbb {R} } z topologią naturalną rozważymy zbiór liczb naturalnych {\displaystyle \mathbb {N} } z topologią podprzestrzeni, to stanie się on przestrzenią dyskretną. Natomiast zbiór liczb wymiernych {\displaystyle \mathbb {Q} } z topologią podprzestrzeni nie jest przestrzenią dyskretną – ta przestrzeń nie ma nawet punktów izolowanych.
- Jeśli {\displaystyle X=\mathbb {R} } (z topologią naturalną), a {\displaystyle Y=[0,2),} to zbiór {\displaystyle [0,1)} jest otwarty w {\displaystyle Y,} ale nie w {\displaystyle X.}

## Charakteryzacja i własności
Topologia podprzestrzeni ma następujące własności. Przypuśćmy, że {\displaystyle X} jest przestrzenią topologiczną a {\displaystyle Y} jest jej podprzestrzenią.
- Niech {\displaystyle i\colon Y\longrightarrow X} będzie zanurzeniem identycznościowym. Wówczas dla dowolnej przestrzeni topologicznej {\displaystyle Z} i funkcji {\displaystyle f\colon Z\to Y,} {\displaystyle f} jest ciągła wtedy i tylko wtedy, gdy funkcja złożona {\displaystyle i\circ f} jest ciągła.

Powyższa własność jest charakteryzacją w tym sensie, że może być użyta do zdefiniowania topologii podprzestrzeni na {\displaystyle Y.}
- Jeśli {\displaystyle f\colon X\to Z} jest funkcją ciągłą, to jej ograniczenie do {\displaystyle Y} też jest ciągłe.
- Podzbiór {\displaystyle F\subseteq Y} jest domknięty (w topologii na {\displaystyle Y}) wtedy i tylko wtedy, gdy {\displaystyle F=F^{*}\cap Y} dla pewnego domkniętego podzbioru {\displaystyle F^{*}\subseteq X.}
- Jeśli {\displaystyle {\mathcal {B}}} jest bazą topologii na {\displaystyle X,} to {\displaystyle {\mathcal {B}}_{Y}=\{U\cap Y:U\in {\mathcal {B}}\}} jest bazą topologii na {\displaystyle Y.}
- Każda podprzestrzeń przestrzeni {\displaystyle Y} jest także podprzestrzenią przestrzeni {\displaystyle X.}
- Jeśli {\displaystyle Y} jest otwartym podzbiorem {\displaystyle X,} to podziór {\displaystyle U\subseteq Y} jest otwarty w {\displaystyle Y} wtedy i tylko wtedy, gdy jest otwarty w {\displaystyle X.}
- Jeśli {\displaystyle Y} jest domkniętym podzbiorem {\displaystyle X,} to podziór {\displaystyle F\subseteq Y} jest domknięty w {\displaystyle Y} wtedy i tylko wtedy, gdy jest domknięty w {\displaystyle X.}
- Jeśli {\displaystyle X} jest przestrzenią metryczną z metryką {\displaystyle d,} to wtedy {\displaystyle d_{Y}=d|_{Y\times Y}} jest metryką na {\displaystyle Y} i topologia podprzestrzeni na {\displaystyle Y} jest wyznaczona przez {\displaystyle d_{Y}}

## Własności dziedziczne
Mówimy, że własność P przestrzeni topologicznych jest własnością dziedziczną, gdy:
dla każdej przestrzeni topologicznej {\displaystyle X,} jeśli {\displaystyle X} ma własność P i {\displaystyle Y} jest podprzestrzenią {\displaystyle X,} to {\displaystyle Y} także ma własność P.
Przykłady własności dziedzicznych:
- aksjomaty oddzielania {\displaystyle T_{0},T_{1},T_{2},T_{3},T_{3{\frac {1}{2}}},T_{5},T_{6},}
- aksjomaty przeliczalności,
- metryzowalność,
- całkowita niespójność,
- bycie metryczną przestrzenią ośrodkową.

Przykłady własności, które nie są własnościami dziedzicznymi:
- bycie przestrzenią normalną,
- ośrodkowość,
- zwartość.